# Oceana County
Oceana County ist ein County im US-Bundesstaat Michigan. Der Verwaltungssitz (County Seat) ist Hart. Das U.S. Census Bureau hat bei der Volkszählung 2020 eine Einwohnerzahl von 26.659 ermittelt.

## Geographie
Das County liegt im Osten der Unteren Halbinsel von Michigan, grenzt an den Michigansee, einem der 5 Großen Seen, und hat eine Fläche von 3384 Quadratkilometern, wovon 1985 Quadratkilometer Wasserfläche sind. Es grenzt im Uhrzeigersinn an folgende Countys: Mason County, Newaygo County und Muskegon County.

## Geschichte
Oceana County wurde 1831 aus Teilen des Mackinac County gebildet. Benannt wurde es nach dem Michigansee in Anlehnung an seine Größe (Ozean).
Sieben Bauwerke und Stätten des Countys sind insgesamt im National Register of Historic Places eingetragen (Stand 27. Januar 2018).

## Demografische Daten
Nach der Volkszählung im Jahr 2000 lebten im Oceana County 26.873 Menschen in 9.778 Haushalten und 7.265 Familien. Die Bevölkerungsdichte betrug 19 Einwohner pro Quadratkilometer. Ethnisch betrachtet setzte sich die Bevölkerung zusammen aus 90,37 Prozent Weißen, 0,32 Prozent Afroamerikanern, 1,04 Prozent amerikanischen Ureinwohnern, 0,25 Prozent Asiaten, 0,03 Prozent Bewohnern aus dem pazifischen Inselraum und 6,10 Prozent aus anderen ethnischen Gruppen; 1,89 Prozent stammten von zwei oder mehr Ethnien ab. 11,61 Prozent der Bevölkerung waren spanischer oder lateinamerikanischer Abstammung.
Von den 9.778 Haushalten hatten 34,0 Prozent Kinder unter 18 Jahren, die bei ihnen lebten. 60,5 Prozent waren verheiratete, zusammenlebende Paare, 9,2 Prozent waren allein erziehende Mütter und 25,7 Prozent waren keine Familien. 21,6 Prozent waren Singlehaushalte und in 9,5 Prozent lebten Menschen im Alter von 65 Jahren oder darüber. Die Durchschnittshaushaltsgröße betrug 2,67 und die durchschnittliche Familiengröße lag bei 3,09 Personen.
28,2 Prozent der Bevölkerung waren unter 18 Jahre alt. 7,9 Prozent zwischen 18 und 24 Jahre, 26,4 Prozent zwischen 25 und 44 Jahre, 23,6 Prozent zwischen 45 und 64 Jahre und 14,0 Prozent waren 65 Jahre oder älter. Das Durchschnittsalter betrug 37 Jahre. Auf 100 weibliche Personen kamen 101,6 männliche Personen. Auf 100 Frauen im Alter von 18 Jahren und darüber kamen statistisch 98,7 Männer.
Das jährliche Durchschnittseinkommen eines Haushalts betrug 35.307 USD, das Durchschnittseinkommen einer Familie 40.602 USD. Männer hatten ein Durchschnittseinkommen von 31.834 USD, Frauen 22.236 USD. Das Pro-Kopf-Einkommen betrug 15.878 USD. 11,0 Prozent der Familien und 14,7 Prozent der Bevölkerung lebten unterhalb der Armutsgrenze.